# Laurens Theodor Gronovius

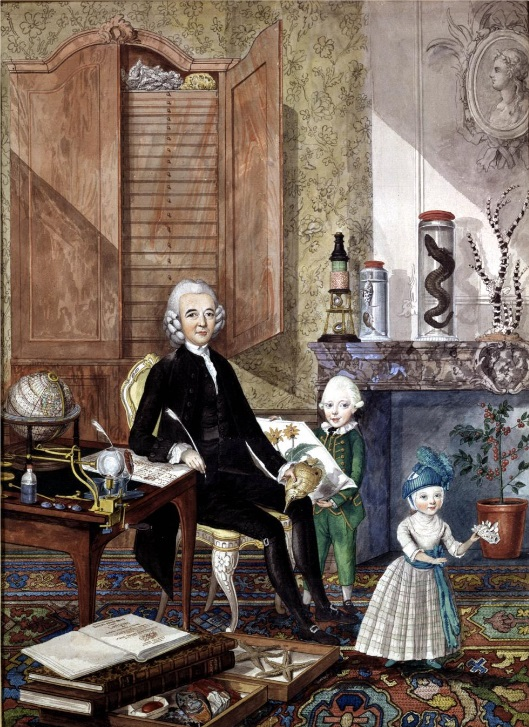
L. T. Gronow ca. 1771 mit seinen zwei Söhnen Johannes (* 1764) und Samuel Ulrich (* 1768). Gemälde von Isaac L. la Fargue van Nieuwland.

Laurens Theodorus Gronovius (* 1. Juni 1730 in Leiden; † 8. August 1777 ebenda; deutsch Lorenz Theodor Gronow (u. ä.)) war ein niederländischer Naturforscher. Er war der Sohn des Botanikers Jan Frederik Gronovius (1686–1762) und starb wie dieser als Ratsherr seiner Stadt.
Er war ein eminenter Sammler. Besonders bedeutend waren seine Beiträge zur Fischkunde, sowohl mit (zirka 200) Artbeschreibungen als auch durch systematische Beiträge (Museum ichthyologicum, 1754). Er war mit Carl von Linné befreundet, verabsäumte es aber, bei seinen Erstbeschreibungen binäre Namen  einzuführen. In die Nomenklatur ging er daher nur mit Gattungsnamen (wie Gonorynchus) ein (Autorenkürzel: Gronov). 1757 gab er (in Uitgezogte verhandelingen) eine gute Schilderung der Wirkung der Elektrizität des südamerikanischen „Aals“ (Electrophorus).
Eine Methode der Taxidermie bei Fischen trägt noch heute seinen Namen – ein Teil seiner „Flachpräparate“ kann im Natural History Museum in London immer noch besichtigt werden. Aber seine Sammlungen umfassten auch andere Tiergruppen und Pflanzen, Conchylien und Mineralien (bedeutende Edelsteinsammlung!). Diese liegen zum Teil dem Leidener Rijksmuseum van Natuurlijke Historie von 1820 zugrunde, das seit 1998 kurz „Naturalis“ heißt (die Fische sind allerdings in London).

## Veröffentlichungen (Auswahl)
- Index süpellectilis lapideae. 1750.
- Museum ichthyologicum sistens piscium indigenarum et quorundam exoticorum. 1754–1756.
- Bibliotheca regni animalis atque lapidei. 1760.
- Bibliotheca botanica. 1760.
- Flora Virginica exhibens plantas. Zweite Auflage des Werkes seines Vaters, 1762
- Zoophylacium Gronovianum exhibens quadrupeda, amphibia, insecta, etc. 1763–1781, Lugdunum Batav. – Bd. 1 Wirbeltiere, Bd. 2 Insekten, Bd. 3 Würmer, Weichtiere etc.

## Anmerkung
1. ↑  Man dachte vorher, die Schockwirkung elektrischer Fische beruhe auf einem sehr wirksamen, flüchtigen Gift, das der Fisch durch die Haut ausscheide und der Mensch ebenso aufnehme; aber sobald gezeigt wurde, dass die Wirkung durch Draht ohne Zeitverzögerung weiterleitbar war, stand auch fest, dass es sich um ein (grob) stoffliches Prinzip nicht handeln konnte – vielmehr um das, was auch die Leidener Flasche produzierte, die 1746 erfunden worden war.

| Personendaten    | Personendaten                  |
| ---------------- | ------------------------------ |
| NAME             | Gronovius, Laurens Theodor     |
| ALTERNATIVNAMEN  | Gronow, Lorenz Theodor         |
| KURZBESCHREIBUNG | niederländischer Naturforscher |
| GEBURTSDATUM     | 1. Juni 1730                   |
| GEBURTSORT       | Leiden                         |
| STERBEDATUM      | 8. August 1777                 |
| STERBEORT        | Leiden                         |